# 伊哥洛特人
伊哥洛特人或稱科迪勒拉人，是對菲律賓的數個南島民族的統稱，這些民族居住在呂宋的山中。這些高地民族居住在科迪勒拉行政區的所有省份（共六個：阿布拉省、阿巴堯省、本格特省、卡林阿省、伊富高省及高山省），以及相鄰的省份新比斯開省。